# The God of High School
The God Of High School (hangeul : 갓 오브 하이스쿨 ; RR : Gat Obeu Hai Seukul) ou GOH est un manhwa écrit par Park Yong-je. Publié depuis le 8 avril 2011 par Naver et paraissant tous les mardis et samedis à 16h,[réf. nécessaire].
Le manhwa a été l'un des premiers webtoons à recevoir une traduction anglaise lors du lancement du site web et application Naver Webtoon en juillet 2014. Depuis, il a fait l'objet d'une adaptation en jeu mobile ainsi que d'une vidéo originale jointe à la bande son originale du jeu. Une adaptation en série télévisée d'animation par le studio MAPPA et produite par Crunchyroll est diffusée depuis le 6 juillet 2020,.

## Scénario
Le manhwa raconte les aventures du protagoniste Jin Mo-Ri, un artiste martial de 17 ans à Séoul. Au début de l'histoire, il est invité à un tournoi d'arts martiaux appelé « The God Of High School » (ou « Dieu du lycée » en français). L'événement, parrainé par une corporation louche, réunit des participants de toute la Corée du Sud pour les phases régionales, puis nationales afin de choisir trois représentants pour le tournoi mondial. En récompense, le gagnant voit le vœu de son choix réalisé.
Cela intrigue Mo-Ri, et au fur de sa progression dans les préliminaires, il rencontrera de nombreux autres concurrents, chacun avec son propre style et ses motivations. Parmi lesquels deux prodiges des arts martiaux : L'expert en karaté full-contact Han Dae-Wi et la bretteuse Yu Mi-Ra. Ces deux combattants se lieront d'amitié avec Mo-Ri après l'avoir affronté, et les trois personnages seront sélectionnés ensemble en tant que représentants de la Corée du Sud pour les phases mondiales. Au fur et à mesure que les préliminaires se terminent et que les équipes se forment, le voile se lève sur la nature de la mystérieuse organisation et des sombres intentions de ses membres.

### Arcs narratifs
L'action de GOH s'étend sur plus de 500 épisodes et se compose de 6 arcs :
Arc 1 : Bataille avec les dieux / (Ep. 1 à 41)
Arc 2 : Phases nationales / (Ep. 42 à 112)
Arc 2.5 : L'histoire de Jin Tae-jin / (Ep. 113 à 118)
Arc 3 : Aventure / (Ep. 119 à 172)
Arc 4 : Championnats Mondiaux / (Ep. 173 à 216)
Arc 5 : Ragnarok / (Ep. 217 à 307)
Arc 6 : re : Bataille avec les dieux / (Ep. 308~)

## Personnages
Jin Mo-Ri
Jin Mo-Ri est né le 17 juillet, c'est un pratiquant d'art martial âgé de 17 ans venant de Séoul en Corée du Sud. Il pratique une version fictive de taekwondo appelée Renewal Taekwondo (hangeul : 리뉴얼 태권도), abrégée en Re-Taekwondo. Insouciant, chaleureux et (à juste titre) autoproclamé « le Meilleur » (hangeul : 쎈놈), Mo-Ri participe au tournoi GOH afin de pouvoir combattre des adversaires forts. Plus tard dans la série, après l'introduction du mystérieux Charyeok (ou « Pouvoir emprunté »), Mo-Ri s'affirme comme un combattant authentique. Autrement dit, il utilise les arts martiaux pour combattre plutôt que d'emprunter le pouvoir de créatures magiques. Cependant, la raison pour laquelle Mo-Ri est si puissant est due à sa véritable identité : il est en fait le mythique Roi Singe Son Okong, inspiré par le roman chinois La Pérégrination vers l'Ouest.
Han Dae-Wi
Han Dae-Wi un jeune homme né le 12 avril et âgé de 17 ans, originaire de Séoul, il pratique le Karaté Kyokushin. Dae-Wi débute la série comme un personnage s'efforçant de payer les frais d'hôpital de son meilleur ami souffrant d'un cancer terminal. Après avoir été invité au tournoi GOH, Dae-Wi choisit de participer pour guérir son ami. Son Charyeok est celui d'un Haetae, créature mythique de Corée capable de contrôler l'eau comme outil de défense ou d'attaque.
Yu Mi-Ra
Yu Mi-Ra qui est né le 25 novembre, est une jeune femme de 17 ans et originaire de Séoul, elle est le 25e maître d'une école d'escrime fictive appelée « l'Épée de la lune brillante » (hangeul : 리월강도) qui met l'accent sur l'utilisation d'attaques fortes mais fluides. Elle se joint d'abord au tournoi GOH afin de répondre à son souhait de trouver un mari convenable pour perpetrer la lignée de son école. Le Charyok de Mira est celui d'un ancien général chinois nommé Lü Bu, qui s'inspire de la figure historique du même nom. Ce pouvoir lui confère une force accrue et la capacité d'invoquer un gigantesque cheval rouge.

### Participants au Tournoi
Parc Il-Pyo
Park Il-Pyo, né le 10 novembre est un jeune homme de 18 ans qui participe au tournoi GOH. Il est présenté comme un combattant froid et calculateur qui utilise une version fictive de l'art martial traditionnel coréen de Taekkyon (hangeul : 태껸) appelée Ssamsu-Taekkyon (hangeul : 쌈수택견). Plus tard, il agit comme allié de Mo-Ri et l'aide à surmonter de nombreuses difficultés dans la série. Son Charyeok est Kumiho, le renard à neuf queues du folklore oriental.
Baek Seung-Cheol
Baek Seung-Cheol, né le 2 juin, est présenté comme un participant de 18 ans au tournoi GOH. Génie polymathe et redoutable combattant, il utilise une batte de base-ball métallique comme arme.

### Les Six
Aussi connu sous le nom de « trésors culturels humains » (hangeul : 인간문화재), THE SIX sont un groupe de personnes qui sont les plus hauts experts dans leur style de combat. Ils se réunissent tous les dix ans pour se battre entre eux afin d'obtenir le titre de « trésor culturel humain spécial » (aussi appelé « meilleur combattant »).
Park Mu-Bong/Jin
Principal antagoniste du manhwa, né le 2 décembre, Park Mu-Jin est la figure responsable du tournoi GOH ainsi qu'un membre de l'Assemblée nationale de Corée et des Six. Ses ambitions dépassent de loin le cadre du tournoi et ne visent pas moins que la prise de pouvoir sur l'ensemble de la planète. Son Charyeok est appelé « Main de Longinus » qui se manifeste sous la forme de deux croix jaunes apparaissant sur chacune des mains de Mu-Jin. Le nom est inspiré de Longinus, le soldat romain qui aurait percé le côté du Christ pendant la Crucifixion, d'où les croix sur les mains du personnage. La Main de Longinus permet à Mu-Jin de contrôler la gravité et d'utiliser un bouclier défensif.

### Autres
Jin Tae-Jin
Né le 13 janvier, Il est le grand-père adoptif du protagoniste Jin Mo-Ri, et l'homme qui lui a enseigné sa technique de combat. Probablement l'artiste martial le plus fort de la série, Tae-Jin est le créateur et seul maître de l'art du Renewal Taekwondo. Aussi connu sous le nom de « Dieu du combat », Tae-Jin a vaincu les « Six » à lui seul, sans même recourir au Charyeok. Capitaine d'un groupe de soldats d'élite envoyés en mission pour infiltrer la Corée du Nord, il a trouvé Mo-Ri étant bébé, encastré dans une coquille verte transparente et protégé par un humanoïde géant ressemblant à un singe. Seul survivant de la mission, Tae-Jin rentre chez lui et élève Mo-Ri comme son propre petit-fils.

## Terminologie
Charyeok (hangeul : 차력 ; hanja : 借力 ; litt. « Pouvoir emprunté ») : Dans l'univers de God of High School, les humains sont capables de passer des contrats avec des dieux, entités spirituelles et d'autres créatures mythiques afin d'emprunter un peu de leur pouvoir et acquérir ainsi des capacités surnaturelles. Chaque dieu, héros ou créature mentionné plus haut prête des pouvoirs différents à ses descendants ou à des individus sélectionnés qui les invoquent pour signer un contrat avec eux.
Arts Martiaux (hangeul : 무투 ; hanja : 武闘 ; RR : Mutu) : Les arts martiaux sont des systèmes codifiés de pratiques de combat pratiquées par les humains pour diverses raisons : self-défense, compétition, santé et condition physique, divertissement, ainsi que pour le développement mental, physique et spirituel… À la différence du Charyeok qui emprunte les capacités d'une entité surnaturelle, les arts martiaux reposent entièrement sur les compétences physiques, mentales et techniques de celui qui les utilise. Le manhwa fait la part belle aux arts martiaux dont certains s'inspirent de styles existant réellement.

## Univers deGod Of High School
L'action de GOH se déroule dans trois mondes ou zones différentes :
Le royaume humain : peuplé en majorité d'humains, identique à notre monde connu. C'est le royaume le moins puissant, suivi du royaume des sages, puis du royaume des cieux au plus haut niveau.
Le royaume des sages (hangeul : 동승신주 ; 신선계 ; hanja : 仙界 ; litt. « Le Monde des immortels/sages ») : aussi connu sous le nom de royaume des démons, ou « d'autre monde ». Il est peuplé de diverses créatures, esprits et monstres mythiques qui sont collectivement appelés sous le nom de Démons. Dans la hiérarchie des mondes, il est plus haut que le royaume humain mais plus bas que le royaume des cieux. Il y a près de mille ans, le royaume des Sages et le royaume des cieux se sont affrontés dans une guerre que le royaume des sages a perdue.
Le royaume des cieux (hangeul : 신계 ; hanja : 神界 ; litt. « Le Monde divin ») : le dernier royaume et le plus puissant. Le royaume des cieux abrite de nombreux dieux de diverses mythologies et légendes comme l'Empereur de Jade et l'archange Michel.

## Media

### Jeux vidéo
Depuis mars 2010, plusieurs jeux vidéo pour mobile contenant les personnages du webtoon sont sortis sur la plate-forme Play Store.
- God Of High School (갓 오브 하이스쿨) : Premier jeu sorti en 2015, réalise par YD Entertainment[10].
- 2017 The God Of High School (2017 갓오브하이스쿨) : Jeu en 2d réalisé en 2017 par SN Games, une version en anglais est disponible[11].
- Hero Cantare (히어로 칸타레) : Jeu sorti en 2019, réalisé par Ngel Games. Le jeu n'est pas entièrement consacré à GOH, mais plusieurs personnages du manhwa sont jouables[12].

En outre, les personnages de Jin Mo-Ri, Yu Mi-Ra et Park Il-Pyo apparaissent en tant que personnages jouables sur le jeu PC de combat 3D Lost Saga de I.O. Entertainment.

### Clip
Une vidéo tirée de la bande originale du jeu est sortie le 11 août 2016 sur YouTube avec Younha comme chanteuse principale.

### Anime
En février 2020, avec l'annonce de Crunchyroll et de ses Crunchyroll Originals, une adaptation en série télévisée d'animation par le studio MAPPA a été révélée et la gestion de la production est assurée par Sola Entertainment,. Celle-ci est réalisée par Sung Hoo Park, avec une structure scénaristique de Kiyoko Yoshimura, les character designs de Manabu Akita et d'une bande originale composée par Arisa Okehazama,. Au Japon, la série est diffusée du 6 juillet 2020 au 28 septembre 2020 sur AT-X et un peu plus tard sur Tokyo MX. Elle est diffusée en simulcast sur Crunchyroll dans le monde entier, sauf en Asie,. En Corée du Sud, la série est diffusée sur la plateforme Naver Series On. La plateforme Youku diffuse la série en Chine, tandis qu'en Asie du Sud-Est, la diffusion est assurée par Muse Communication sur YouTube.
La chanson de l'opening, intitulée Contradiction feat. Tyler Carter, du DJ japonais KSUKE (ja), tandis que celle de l'ending, intitulé WIN, est interprétée par le boys band sud-coréen CIX,.

#### Liste des épisodes
| No | Titre en français | Titre original  | Date de 1re diffusion |
| -- | ----------------- | --------------- | --------------------- |
| 1  | Set up / Stand up | set up/stand up | 6 juillet 2020        |
| 2  | Renewal / Soul    | renewal/soul    | 13 juillet 2020       |
| 3  | Wisdom / Kingdom  | wisdom/kingdom  | 20 juillet 2020       |
| 4  | Marriage / Bonds  | marriage/bonds  | 27 juillet 2020       |
| 5  | Ronde / Hound     | ronde/hound     | 3 août 2020           |
| 6  | Fear / SIX        | fear/SIX        | 10 août 2020          |
| 7  | Anima / Force     | anima/force     | 17 août 2020          |
| 8  | Close / Friend    | close/friend    | 24 août 2020          |
| 9  | Curse / Cornered  | curse/cornered  | 31 août 2020          |
| 10 | Oath / Meaning    | oath/meaning    | 7 septembre 2020      |
| 11 | Lay / Key         | lay/key         | 14 septembre 2020     |
| 12 | Fox / God         | fox/god         | 21 septembre 2020     |
| 13 | God / God         | god/god         | 28 septembre 2020     |

#### Distribution
| Personnage     | Voix japonaises          | Voix françaises                        |
| -------------- | ------------------------ | -------------------------------------- |
| Jin Mori       | Tatsumaru Tachibana (ja) | Alexis Flamant Véronique Fyon (enfant) |
| Han Daewi      | Kentarō Kumagai (ja)     | Maxym Anciaux                          |
| Yoo Mira       | Ayaka Ōhashi             | Fanny Dumont                           |
| Park Mujin     | Daisuke Namikawa         | Bruno Mullenaerts                      |
| Gang Manseok   | Tomokazu Sugita          | Franck Dacquin                         |
| Commissaire O  | Yuki Kaida (ja)          | Marie Braam                            |
| Commissaire P  | Asami Tano               | Micheline Tziamalis                    |
| Commissaire Q  | Kenji Hamada             | Frederik Haùgness                      |
| Commissaire R  | Chikahiro Kobayashi (ja) | Elliott Guyot                          |
| Présentateur T | Tomokazu Seki            | Antoni Lo Presti                       |